# Анджапаридзе, Верико Ивлиановна
Верико́ (Вера) Ивлиа́новна Анджапари́дзе (груз. ვერიკო ივლიანეს ასული ანჯაფარიძე; 1897—1987) — советская, грузинская актриса театра и кино, театральный режиссёр, педагог. Герой Социалистического Труда (1979), народная артистка СССР (1950), лауреат трёх Сталинских премий (1943, 1946, 1950). Кавалер четырёх орденов Ленина (1950, 1966, 1971, 1979).

## Биография
Родилась 23 сентября (6 октября) 1897 года (по другим данным — 5 октября 1896 или 6 октября 1900 года) в Кутаиси (Российская империя, ныне Грузия), в семье нотариуса. С детства воспитывалась в творческой атмосфере.
После окончания школы Святой Нино в Кутаиси училась в драматической студии актёра Малого театра С. В. Айдарова (1916—1917) в Москве. Своим первым учителем считала И. Н. Певцова, который готовил с ней роль Саломеи в одноимённой пьесе О. Уайльда для своего будущего Музыкального театра драмы. Дальнейшей учёбе в России помешала революция.
После возвращения в Грузию училась в студии актёра парижского театра «Антуан» Г. Джабадари в Тифлисе (1918—1920). Там встретила своего будущего мужа М. Э. Чиаурели.
После распада студии работала в Грузинском театре им. Ш. Руставели (Тифлис) под руководством С. Ахметели (1920—1926).
В 1922 году побывала в 5-месячной командировке в Берлине.
В 1926—1928 годах играла в Батумском театре под руководством А. Пагавы и Рабочем театре Тифлиса.
В 1928 году познакомилась с основоположником грузинского театра К. А. Марджанишвили, который приехал в Грузию со своим знаменитым спектаклем «Фуэнте Овехуна» по пьесе Л. де Веги. С этого же года — актриса 2-го Государственного драматического театра в Кутаиси (ныне Тбилисский академический театр имени К. Марджанишвили), которым руководил К. А. Марджанишвили. В 1930 году театр был переведён в Тифлис.
В 1932—1933 годах играла в Московском реалистическом театре под руководством Н. П. Охлопкова.
С 1933 года — снова в Театре имени К. А. Марджанишвили. Работала и как актриса, и как режиссёр, в 1957—1960 годах была художественным руководителем театра.
С 1923 года снималась в кино.
Преподавала в Тбилисском театральном институте имени Ш. Руставели и театральных студиях.
При жизни стала легендой и классиком грузинского театра и кино. В историю культуры XX века актриса с мировым именем вошла просто как Верико. Иногда её называют «Матерью Грузии», хотя она обладала непростым независимым характером, взрывным темпераментом, острым саркастическим умом. Её жизнь в театре складывалась далеко не гладко, в молодости она резко порвала с режиссёром-новатором С. Ахметели, из-за ссоры с Н. П. Охлопковым сыграла лишь одну роль в его постановке (Мать по одноимённому роману М. Горького, 1933).

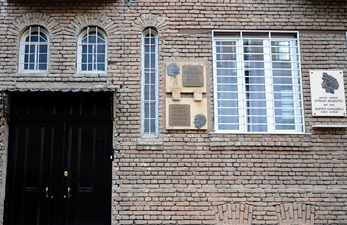
Дом-музей Верико Анджапаридзе и Михаила Чиаурели

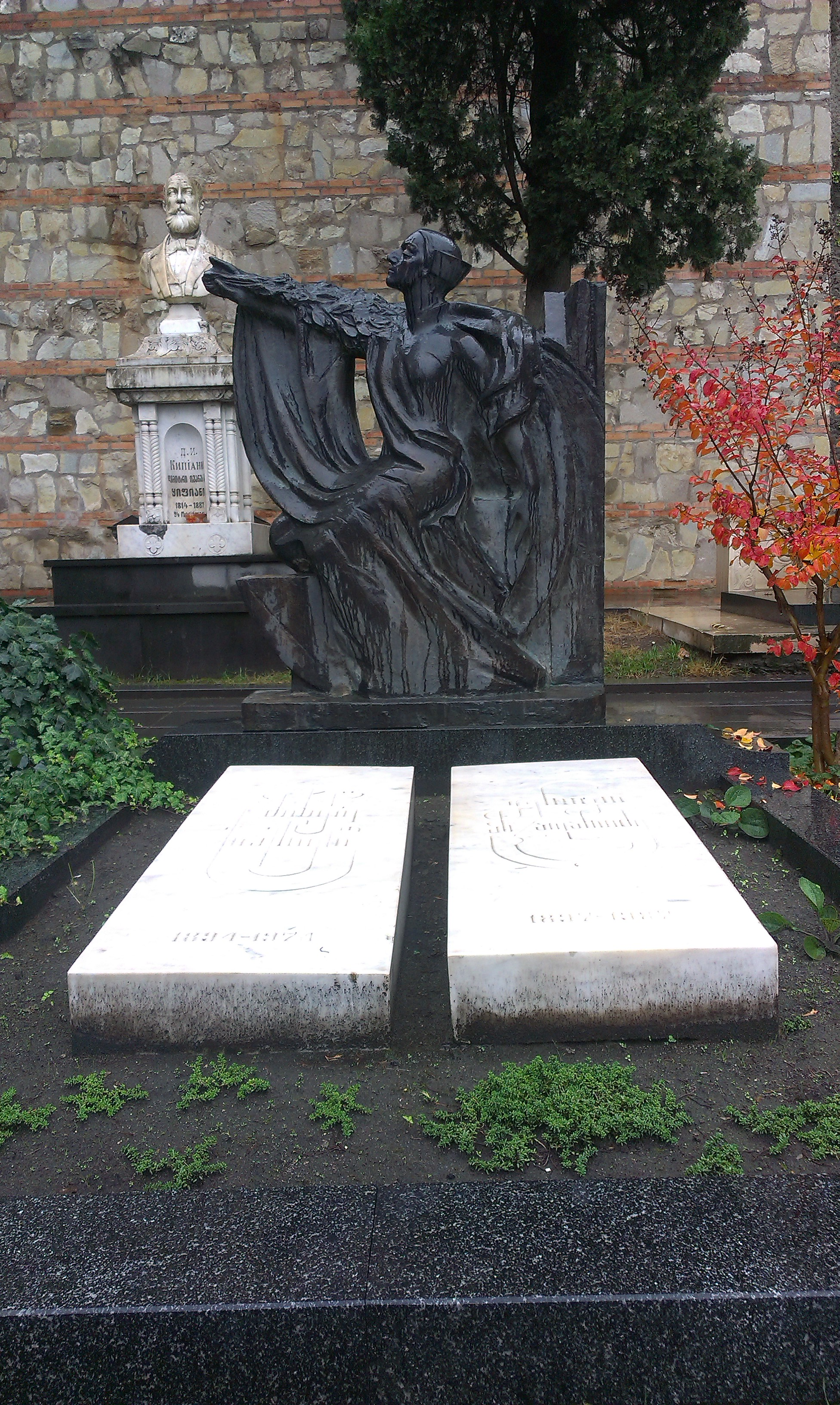
Могила Чиаурели и Анджапаридзе в пантеоне Мтацминда. Скульптор Георгий Шхвацабая

Прожила почти 90 лет, из них 70 — на сцене. Дружила с Фаиной Раневской, Соломоном Михоэлсом, Марией Бабановой, с Василием Качаловым читала на эстраде «Ричарда III».
Существует легенда, что поэт Акакий Церетели в 1900 году по случаю торжества в честь нового столетия поднял на руки маленькую Верико и объявил её доброй феей XX века: «Ты должна прославить свою родину в новом веке!»
Член КПСС с 1954 года.
Умерла 31 января 1987 года (по другим источникам 30 января) на 90-м году жизни в Тбилиси. Похоронена в Пантеоне деятелей грузинской культуры на горе Мтацминда. На надгробном камне указаны годы рождения и смерти: 1897—1987.
Именем Верико Анджапаридзе был назван театр, созданный в 1987 году по инициативе и под руководством Котэ Махарадзе и Софико Чиаурели.

### Семья
- Отец — Ивлиан Григорьевич Анджапаридзе (1862—?), дворянин, нотариус, председатель Кутаисского грузинского драматического общества, гласный городской думы.
- Первый муж — Шалва Амирэджиби (1887—1943), поэт, публицист и политический деятель (с 1919).
- Второй муж — Михаил Чиаурели (1894—1974), режиссёр, актёр и сценарист; народный артист СССР (1948).
- Сын мужа — Отар Чиаурели (1915—1964).
- Сын — Рамаз Чиаурели, умер в возрасте 49 лет в 1975 г.
- Дочь — Софико Чиаурели (1937—2008), актриса театра и кино, народная артистка Грузинской ССР (1976) и Армянской ССР (1979).
- Сестра — Мери Анджапаридзе (1904—1980), кинорежиссёр.
- Племянник — Георгий Данелия (1930—2019), кинорежиссёр, народный артист СССР (1989).

## Звания и награды
- Герой Социалистического Труда (1979)
- Народная артистка Грузинской ССР (1943)
- Народная артистка СССР (1950)
- Сталинская премия первой степени (1943) — за исполнение роли Русудан в фильме «Георгий Саакадзе» (1 серия)[8]
- Сталинская премия первой степени (1946) — за исполнение роли Русудан в фильме «Георгий Саакадзе» (2 серия)
- Сталинская премия второй степени (1952) — за исполнение роли Дареджан в спектакле «Его звезда» И. О. Мосашвили
- Государственная премия Грузинской ССР имени К. Марджанишвили (1975)
- Государственная премия Грузинской ССР имени Шота Руставели (1979)
- Четыре ордена Ленина (1950, 1966, 1971, 1979)
- Три ордена Трудового Красного Знамени (1944 — за исполнение роли Русудан в фильме «Георгий Саакадзе»; 1950; 1958)
- Медаль «За доблестный труд в Великой Отечественной войне 1941—1945 гг.»
- Медаль «За доблестный труд. В ознаменование 100-летия со дня рождения Владимира Ильича Ленина»
- Медаль «Ветеран труда»
- Почётный гражданин Тбилиси (1980).

## Творчество
Представляла романтическое течение грузинского театра. Наделенная прекрасными внешними данными, одухотворенной красотой, уникальным грудным голосом, она умела создать яркий сценический образ, проникнутый тонким лиризмом, убедительным психологическим рисунком. Блестяще владела актёрской техникой, «плела кружева» из филигранно отшлифованных деталей характера: интонаций, жестов, мимики. Играя сложные роли мировой и отечественной драматургии, быстро завоевала славу грузинской В. Ф. Комиссаржевской.

### Роли в театре
- 1921 — «Дурачок» Н. И. Шиукашвили — Лиз
- 1925 — «Гамлет» У. Шекспира — Офелия
- 1929 — «Уриэль Акоста» К. Гуцкова — Юдифь
- 1932 — «Отелло» У. Шекспира — Дездемона
- 1933 — «Мать» по М. Горькому — Мать
- 1934 — «Гурия Ниношвили» Ш. Н. Дадиани — Гинатре
- 1936 — «Далёкое» А. Н. Афиногенова — Женя
- 1937 — «Из искры» Ш. Н. Дадиани — Цабу
- 1937 — «Женитьба Фигаро» П. Бомарше — Графиня
- 1937 — «Коварство и любовь» Ф. Шиллера — Луиза
- 1938 — «Зависть» И. Вакели — Айше
- 1939 — «Повесть о них» В. И. Габескирия — Дареджан
- 1940 — «Дама с камелиями» по А. Дюма-сыну — Маргарита Готье
- 1941 — «Рюи Блаз» В. Гюго — Королева
- 1942 — «Царь Ираклий» Л. П. Готуа — Ано
- 1944 — «Бесприданница» А. Н. Островского — Лариса
- 1945 — «Изгнанник» В. Пшавелы — Джавара и Цыганка
- 1947 — «Русский вопрос» К. М. Симонова — Джесси
- 1948 — «Пастырь» А. М. Казбеги — Маквала
- 1949 — «Заговор обречённых» Н. Е. Вирты — Ганна Лихта
- 1951 — «Его звезда» И. О. Мосашвили — Дареджан
- 1951 — «Антоний и Клеопатра» У. Шекспира — Клеопатра
- 1952 — «Хозяйка гостиницы» К. Гольдони — Мирандолина
- 1954 — «Легенда о любви» Н. Хикмета — Мехмене Бану
- 1955 — «Мария Стюарт» Ф. Шиллера — Мария Стюарт
- 1957 — «Деревья умирают стоя» А. Касоны — Бабушка Эухенья
- 1962 — «Медея» Еврипида — Медея
- 1965 — «Мать» К. Чапека — Мать
- 1978 — «Привидения» Г. Ибсена — фру Альвинг
- 1984 — «Влияние гамма лучей на бледно-желтые ноготки» П. Зиндела — Ненни
- «Измена» А. И. Сумбатова-Южина — Зейнаб
- «Потомки» А. В. Чхаидзе — Пати Гуриели
- «Макбет» У. Шекспира — леди Макбет
- «Пигмалион» Б. Шоу — миссис Хиггинс
- «Королева пыток» М. Н. Мревлишвили — королева.

Любимыми ролями считала Юдифь, которую играла на протяжении сорока лет, Гинатре, Маргариту Готье, Клеопатру, Бабушку (свою первую возрастную роль), а несыгранной — Джульетту (К. Марджанишвили собирался поставить трагедию У. Шекспира с Джульеттой — Н. Вачнадзе и Ромео — В. Анджапаридзе, но этот своеобразный проект остался неосуществленным). Была универсальной актрисой, умела блеснуть и комедийными красками (Графиня в «Женитьбе Фигаро», 1937, Мирандолина в «Хозяйке гостиницы», где её  партнером был Серго Закариадзе). Известно, что когда актриса сыграла роль Маргариты в «Даме с камелиями», Вл. И. Немирович-Данченко сказал: «Наконец-то на старости лет я тебя увидел. Таким актрисам я при жизни ставил бы памятники». И сравнил её с Сарой Бернар.

### Режиссёрские постановки
- 1939 — «Сёстры Жерар» А. Деннери и Ф. Дюмануара
- 1957 — «Деревья умирают стоя» А. Касоны (совм. с Т. Кандинашвили)
- 1961 — «В бурные дни» А. Агладзе
- 1966 — «Измена» А. И. Сумбатова-Южина
- 1972 — «Дон Карлос» Ф. Шиллера
- 1972 — «Уриэль Акоста» К. Гуцкова
- «Инженер Сергеев» Вс. Рокка.

### Фильмография
1. 1925 — Кошмары прошлого — жена Сандро
2. 1925 — Ценою тысяч — жена крестьянина
3. 1926 — Дина Дза-дзу — Махалят, мать Дины
4. 1929 — Саба — Маро
5. 1929 — Трубка коммунара — тётка Луиза
6. 1933 — Двадцать шесть комиссаров — жена рабочего
7. 1934 — Последний маскарад
8. 1937 — Арсен — княжна Манана Бараташвили
9. 1937 — Золотистая долина — Саломэ, мать Тэдо
10. 1941 — Каджана — гадалка Бабеле
11. 1942 — Георгий Саакадзе — Русудан
12. 1948 — Кето и Котэ — княгиня
13. 1949 — Падение Берлина — мать Ганса
14. 1949 — Счастливая встреча — Нино
15. 1950 — Второй караван (не был завершен)
16. 1953 — Великий воин Албании Скандербег — Дафина
17. 1957 — Отарова вдова — вдова
18. 1957 — Я скажу правду — посетительница казино
19. 1958 — Мамлюк — Родами, мать князя Чаришвили
20. 1958 — Трудное счастье — бабушка Нагорного
21. 1959 — Можно ли его простить? — мать
22. 1960 — Повесть об одной девушке — бабушка Мария
23. 1960 — Прерванная песня — Мариам, мать Элико
24. 1963 — Генерал и маргаритки — Марта Функ
25. 1965 — Иные нынче времена — княгиня
26. 1966 — Встреча с прошлым — Пелагея, жена сельского богача Алмасхана
27. 1969 — Не горюй! — мать Коки Каландадзе
28. 1969-1970 — Десница великого мастера — мать Арсанидзе
29. 1970 — Чермен — мать Чермена
30. 1971 — Гойя, или Тяжкий путь познания — мать
31. 1972 — Старые зурначи — Бабале
32. 1982 — Дом Бернарды Альбы — Мария-Хосефа
33. 1984 — Легенда о Сурамской крепости — старая гадалка
34. 1984 — Покаяние — странница
35. 1985 — Семья (короткометражный) — Русудан

Снималась в кино, в основном в фильмах у М. Э. Чиаурели. Сниматься в кино не любила, она не чувствовала логики создания характера и реакции зрителя на её работу. Лишь роли Русудан (фильм «Георгий Саакадзе») и вдовы в «Отаровой вдове» по драме И. Г. Чавчавадзе она признавала своими творческими удачами, возможно потому, что судьбы героинь были близки её личной драме — потере уже взрослого сына.
Маленьким шедевром стал одноминутный эпизод в фильме «Покаяние» Т. Е. Абуладзе, где актриса произносит ставшую афоризмом фразу: «Зачем нужна дорога, если она не ведёт к храму?». Последняя работа в кино — «Семья» Наны Джанелидзе, где создала пронзительный образ горького старческого одиночества.
С годами она стала играть проще, ушёл присущий ей романтический пафос. «Теперь я играю в тапочках», — говорила она о своих последних ролях.